# Xanthoparmelia rubromedulla
Xanthoparmelia rubromedulla är en lavart som beskrevs av Hale. Xanthoparmelia rubromedulla ingår i släktet Xanthoparmelia och familjen Parmeliaceae.   Inga underarter finns listade i Catalogue of Life.